# Sweetheart Video
La Sweetheart Video è una casa di produzione cinematografica pornografica canadese, con sede a Montreal, nel Québec. Fondata nel 2008 da Jonathan Blitt e dall'attrice Nica Noelle, è specializzata in produzioni aventi come tema il lesbismo.
Inizialmente tutti i film erano scritti e diretti dalla Noelle. Dopo che questa ha abbandonato lo studio nel 2011, i film sono stati scritti e diretti da altri professionisti del settore come Melissa Monet, Dana Vespoli e James Avalon.

## Serie principali
Lo studio ha realizzato diverse serie di film, tra cui
- Lesbian Adventures
- Girls Kissing Girls
- Lesbian Babysitters
- Lesbian Beauties
- Mother Lovers Society
- Lesbian Office Seductions
- Lesbian Truth or Dare

## Riconoscimenti
AVN Awards
- 2015 - Best All-Girl Series per Girls Kissing Girls[6]
- 2016 - Best Older Woman/Younger Girl Movie per Lesbian Adventures: Older Women, Younger Girls 6[7]

XBIZ Awards
- 2021 - All-Girl Movie Of The Year per Terror Camp[8]